# بیلی بنت (بازیکن فوتبال، زاده ۱۸۷۲)
بیلی بنت (انگلیسی: Billy Bennett؛ زادهٔ april ۱۸۷۲) بازیکن فوتبال اهل بریتانیا است.
از باشگاه‌هایی که در آن بازی کرده‌است می‌توان به باشگاه فوتبال کرو آلکساندرا، باشگاه فوتبال استافورد رانجرز، و باشگاه فوتبال بیرمنگام سیتی اشاره کرد.